# Ellipteroides bifastigatus
Ellipteroides bifastigatus är en tvåvingeart som beskrevs av Mendl 1987. Ellipteroides bifastigatus ingår i släktet Ellipteroides och familjen småharkrankar. Inga underarter finns listade i Catalogue of Life.